# 似田貝香門
似田貝 香門（にたがい かもん、1943年5月28日 - 2023年2月27日）は、日本の社会学者。東京大学名誉教授。地域社会学を専門とし、1970年代の住民運動論、阪神・淡路大震災後のボランティアをめぐる研究で知られる。

## 人物・研究歴

### 主体を介しての構造分析
似田貝は、1984年の『社会と疎外』などにおける初期マルクス研究でも注目されたが、その社会学の中心には常に構造と主体（構造化と主体化）の問題が位置づけられてきた。すなわち、似田貝にとって、社会学とは、「構造」（複数の要因が関連し合って持続している状態）を、そうした構造に還元され尽くされ得ない「主体」の視点から析出、発見する学問なのである。
似田貝はこの視座に基づき、以下のように住民運動や准看護婦（当時）に関する調査に従事し、それらの対象に見られる社会問題の産出を構造化している場の析出、発見を行なった。
- 住民運動調査（1973～1975年）
- 福山調査（1976～1979年）
- 神戸調査（1986～1989年）
- 福山第二次調査（1989～1990年）
- 東京調査（1993～1995年）
- 阪神淡路大震災神戸調査（1995～）

似田貝によれば、社会問題という「できごと」（issue）の産出場は同時に当の問題を被る諸主体の〈通過点〉でもあり、社会問題の社会学的な解決とは、この〈通過点〉を構造として発見し、そこに立ち会う人間の新たな行為（異議申し立てや希望）の現出に焦点化し、解消することである。
以上の点から、似田貝は、主体から構造へのプロセス的把握を目指す自身の方法論を、それまでの地域社会学における客観的な構造分析とは異なる「主体を介しての構造分析」と名付けている。

### 調査者‐被調査者関係
似田貝は、「できごと」の場における新たな主体形成と、それに立ち会う研究者（調査者）の態度について、主にアラン・トゥレーヌの議論を手がかりにしつつ考究している。似田貝によれば、新たなできごとへの行為にはマクロ社会との隙間や間隙が〈裂け目〉のように存在しており、したがって、その行為を把握する際には、客観的現実としてではなく主観的現実（reality）として捉えなければならない。したがって、調査者は、「新たなるできごとを受けとめる、個としての研究主体がそのできごととの遭遇によって、自己の有限性があらわになる（＝開示される）がゆえに、他者との関係によって、むしろ自らでありうるような『自律性』」に基き、被調査者の現実から出発し、また現実へ還っていくという再帰性が求められる。

### 生の固有性
さらに、似田貝は、阪神・淡路大震災以後のボランティア支援活動者に対する調査から、「生の固有性」に基づいた支援のありように注目した。すなわち、従来のボランティア活動が「みんな」や「社会」のためであったのが、震災支援の活動では「その人のため」へのこだわりが見られるのである。こうした支援活動の背景にあるのが、支援者が被災者の「現実」（reality）に対して、その〈声〉を〈聴く〉という営みである。そして、このことによって、支援者の「有限性」があらわになることで、従来型のパターナリスティックなボランティアではなく、互いの「生の共存世界」を創り出そうとする越境のダイナミズムが湧出しているのである。ここに、似田貝は市民社会（公共性）の新たな生成のテーマを見いだしてもいる。

### 略歴
- 1967年3月 - 東京学芸大学教育学部卒業
- 1973年3月 - 東京大学大学院社会学研究科博士課程単位取得退学
- 1973年4月 - 山梨大学教育学部専任講師
- 1976年6月 - 山梨大学教育学部助教授
- 1985年10月 - 東京学芸大学教育学部助教授
- 1989年4月 - 東京大学文学部助教授併任（1990年4月まで）
- 1993年1月 - 東京大学文学部教授
- 1995年4月 - 東京大学大学院人文社会系研究科教授
- 1999年4月 - 東京大学大学院新領域創成科学研究科長（2001年3月まで）
- 2001年4月 - 東京大学大学院人文社会系研究科教授（大学院新領域創成科学研究科教授併任（2004年1月まで））
- 2003年4月 - 東京大学副学長
- 2003年8月 - 科学研究費補助金（科研費）の不適正な会計処理の責任を取り、副学長を辞職[9]
- 2004年1月 - 停職三ヶ月の処分を受ける[10]
- 2004年5月 - 東京大学大学院新領域創成科学研究科教授兼担
- 2006年3月 - 東京大学退職
- 2006年6月 - 東京大学名誉教授

### 受賞歴
- 城戸賞（『住民運動の論理』）（1972年）
- 宮崎賞（『都市政策と地域形成』）（1990年）
- 福武賞（『農村社会の変貌と市民生活』）（1993年）

## 著書

### 単著
- 社会と疎外（世界書院、1984）
- 都市社会とコミュニティの社会学（放送大学教育振興会、1994年）

### 共著
- （池田謙一・樫村志郎・廣井脩）阪神・淡路大震災に学ぶ―情報・報道・ボランティア（白桃書房、1998年）

### 編著
- 第三世代の大学―東京大学新領域創成の挑戦（東京大学出版会、2002年）
- ボランティアが社会を変える―支え合いの実践知（関西看護出版、2006年）
- 自立支援の実践知―阪神・淡路大震災と共同・市民社会（東信堂、2008年）

### 共編著
- （松原治郎）住民運動の論理（学陽書房、1976年）
- （梶田孝道・福岡安則）社会運動〔リーディングス日本の社会学〕（東京大学出版会、1986年）
- （蓮見音彦・矢澤澄子）都市政策と地域形成―神戸市を対象に（東京大学出版会、1990年）
- （蓮見音彦共編）都市政策と市民生活―福山市を対象に（東京大学出版会、1993年）
- （蓮見音彦・矢澤澄子）現代都市と地域形成―転換期とその社会形態（東京大学出版会、1997年）
- （岩崎信彦・鵜飼孝造・浦野正樹・辻勝次・野田隆・山本剛郎）被災と救援の社会学（昭和堂、1999年）
- （岩崎信彦・鵜飼孝造・浦野正樹・辻勝次・野田隆・山本剛郎）避難生活の社会学（昭和堂、1999年）
- （岩崎信彦・鵜飼孝造・浦野正樹・辻勝次・野田隆・山本剛郎）復興・防災まちづくりの社会学（昭和堂、1999年）
- （小島紀徳・島田荘平・田村昌三・寄本勝美）ごみの百科事典（丸善、2003年）
- （矢澤澄子・吉原直樹）越境する都市とガバナンス（法政大学出版局、2006年）
- （大野秀敏・小泉秀樹・林泰義・森反章夫）まちづくりの百科事典（丸善、2008年）